# アレッサンドロ・ペルティーニ
アレッサンドロ・“サンドロ”・ペルティーニ（Alessandro “Sandro” Pertini、1896年9月25日 - 1990年2月24日）は、イタリア社会党の政治家。第7代大統領。
名は一般には短縮形のサンドロで知られた。また日本の報道などではペルチーニと表記されることが多かった。

## 経歴

### 生い立ち
サヴォナ県ステッラの地主の家に生まれる。ヴァラッツェにあるサレジオ会系のカレッジとサヴォーナのリセで学ぶ。第一次世界大戦では反対の立場を取っていたが、陸軍に中尉の階級で入隊。戦功から勲章が授与される。
ファシズムへの抵抗運動に参加し政治犯として投獄、同様に獄中に在ったアントニオ・グラムシと交流を持つ。

### 反ファシスト
第二次世界大戦末期には共産党のルイジ・ロンゴらと共に北イタリア国民解放委員会 (CLNAI) の指導者となり、ベニート・ムッソリーニらファシズム指導者らを裁く戦争犯罪法廷の設置を決定。1945年4月25日の反ファシストおよびイタリア北部を占領下においていたドイツに対する一斉蜂起を率い、ファシズムとムッソリーニを文字通り葬り去った（ムッソリーニの処刑は4月28日）。
この時、首相のフェルッチョ・パッリから処刑後に、残忍な方法で見せしめを行った事に対し、苦言を呈されていた(パッリは処刑自体には賛成していたが、遺体の見せしめに対して反対していた)。
戦後はピエトロ・ネンニとともに社会党の再建に務め、1945年からの1年間は書記長（党首）を務めている。1968年から1976年まで下院議長を務めた。

### 大統領

#### 就任までのいきさつ
1978年、ロッキード事件に絡んでジョヴァンニ・レオーネ大統領が辞任したのを受けて大統領に就任した。当初は共産党の推すジョルジョ・アメンドラ（下院議員、アヴェンティーノ派の指導者としてファシズムに抵抗したジョヴァンニ・アメンドラの子）とキリスト教民主主義のグィード・ゴネーラ元公共教育相が有力候補と目され、ペルティーニは6月29日の第1回選挙の時点ではまったくその名が上がらなかった。
しかし両者とも過半数を取るに至らず、7月1日の第4回投票でゴネーラが辞退すると大統領の選出は混迷した。ペルティーニが浮上したのは第12回～第15回投票が行われた7月6日の選挙後で、態度を決めかねていた社会党がペルティーニに出馬を要請。共産党の支持も取り付け、7月8日の第16回投票において995票中832票を得て当選。翌9日に大統領就任の宣誓を行った。6月15日のレオーネ辞任から半月に渡る政治的空白に終止符が打たれ、王政時代からの歴史を持つ社会党から初の大統領が誕生した。

#### 在任中の政策

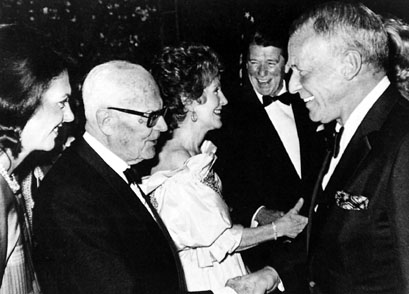
ホワイトハウスにおける歓迎晩餐会にて。握手するのはフランク・シナトラ、後列はロナルド・レーガン米大統領夫妻

大統領在任中のイタリアは赤い旅団などの極左や極右によるテロが頻発。さらに1978年には教皇ヨハネ・パウロ1世が在位わずか33日で急死し暗殺が疑われたほか、1981年にはヨハネ・パウロ1世の急死に関与したことが疑われる複数の人物の名が挙がったP2事件が発生。さらに第2次マフィア戦争や、P2事件でその名を取りざたされたアンブロシアーノ銀行のロベルト・カルヴィ頭取の暗殺など、社会的不安が広がった。 
ペルティーニはこれらの事件への対応を行ったものの、首相退任後もイタリア政界のみならず、経済界やマフィア、労働組合に影響力を持っていたアンドレオッティ元首相による横やりなどを受け、対応に苦慮することとなった。
なお、ヨハネ・パウロ1世の後継者となる455年ぶりの非イタリア人教皇のヨハネ・パウロ2世の選出はペルティーニ在任中の出来事であり、教皇庁との間では、「カトリック教会はイタリアの宗教において特別な地位を有する」旨の部分を削除したラテラノ条約の改定にこぎつけている。立場としては社会正義を掲げていた。
1982年3月に来日しており、鈴木善幸首相と会見を行った後、参議院本会議場で全面核軍縮を訴える演説を行っている。彼はこの他に、イタリアの組織犯罪、南アフリカのアパルトヘイト、独裁政権、ソ連のアフガニスタン紛争にも反対していた。

### 死去
1990年、内外ともに激動のイタリアに関わり続けた一世紀近い生涯を閉じる。「国民から最も愛された大統領」と言われた老大統領の死は深く悼まれ、同年、アルド・ロッシの設計に成る記念碑が、1945年の蜂起を宣言した地ミラノに建立された。

## 人物
ペルティーニはヨハネ・パウロ2世と親交があり、公式にも私的にも頻繁に会い、頻繁に電話で会話をしていた。
ペルティーニはいかなる過激主義にも反対していた。アルド・モロ前首相、カルロ・アルベルト・ダッラ・キエーザ将軍の暗殺事件では実行犯を厳しく非難した。
個人としては無神論者であったが、宗教に対しては深い理解を示していた。
マラネロのフェラーリ工場を訪問した際、大統領専用車のマセラティ・クアトロポルテに乗ってやって来たが、総帥のエンツォ・フェラーリが競合相手の車である事から面会を拒否した逸話が残されている(最終的には面会に応じた)。